# Simulium hengshanense
Simulium hengshanense es una especie de insecto del género Simulium, familia Simuliidae, orden Diptera.
Fue descrita científicamente por Bi & Chen, 2004.